# Алчевськ (станція)
Алче́вськ (колишні назви —Юр'ївка (з 1901, за іншими даними з 1903, Алчевське (1903—1961), Комунарськ (1961—2025)) — проміжна залізнична станція Луганської дирекції Донецької залізниці на електрифікованій лінії Дебальцеве — Родакове між станціями Слов'яносербськ (13 км) та Кипуча (8 км). Розташована у північній частині міста Алчевська Луганської області, на території, суміжній з Алчевським металургійним комбінатом  (АМК).

## Історія

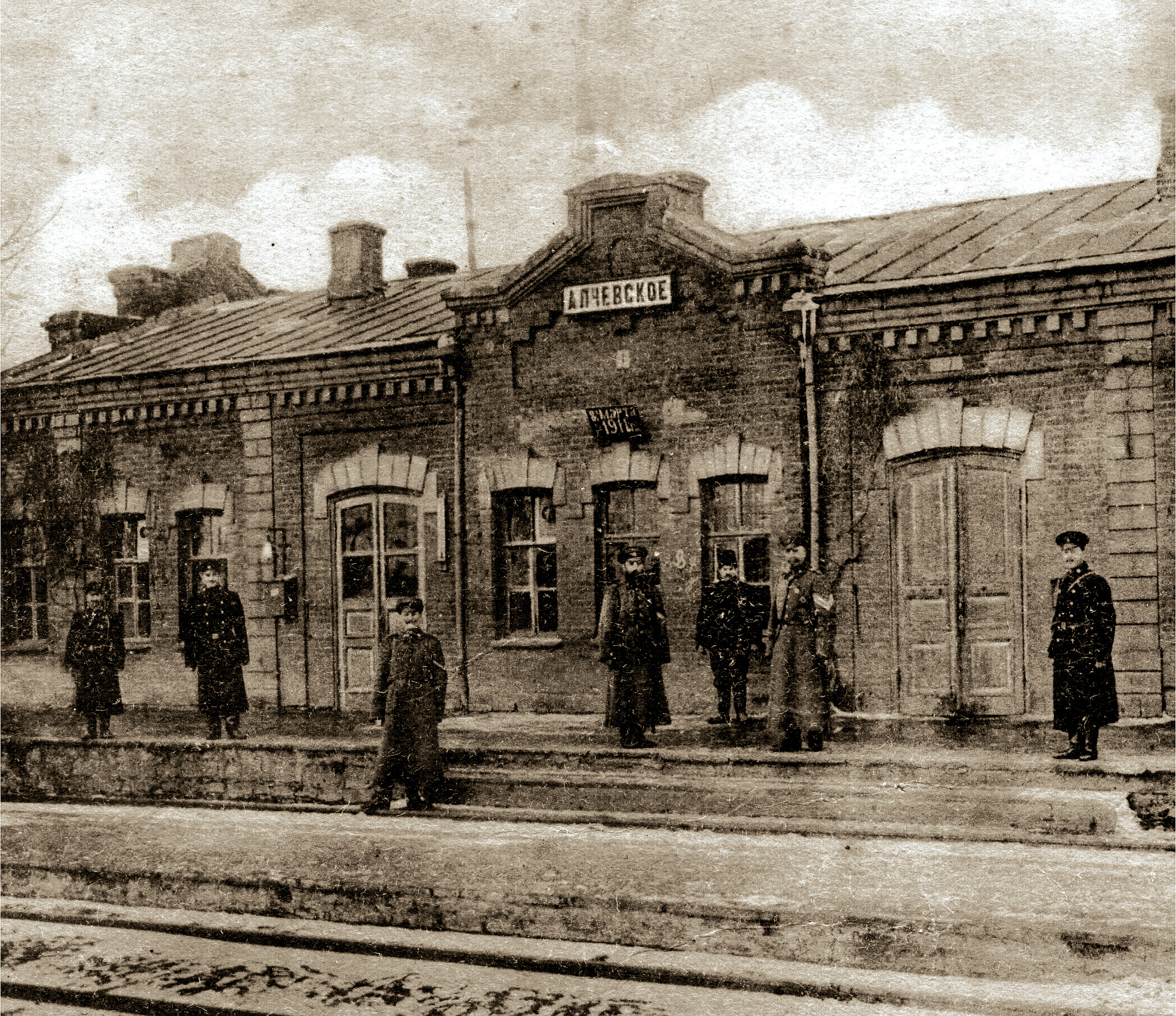
Вокзал станції Алчевське (1911)

Станція відкрита 1878 року під первинною назвою Юр'ївка, яка відігравала ключову роль в історії міста Алчевська — місце будівництва металургійного заводу Донецько-Юр'ївського металургійного товариства (ДЮМО) було обране біля залізничної станції Юр'ївка (колишня первинна назва станції) Катерининської залізниці, де у майбутньому і виникло робітниче селище, яке згодом перетворилося в місто Алчевськ.
У 1901 році, за іншими даними 1903 року станція була перейменована на Алчевську.
У 1950-х роках станція відділена від центральної частини міста територією металургійного комбінату, під якою  прокладений тунель (завдовжки 485 м) для забезпечення проїзду транспорту та проходу пішоходів.

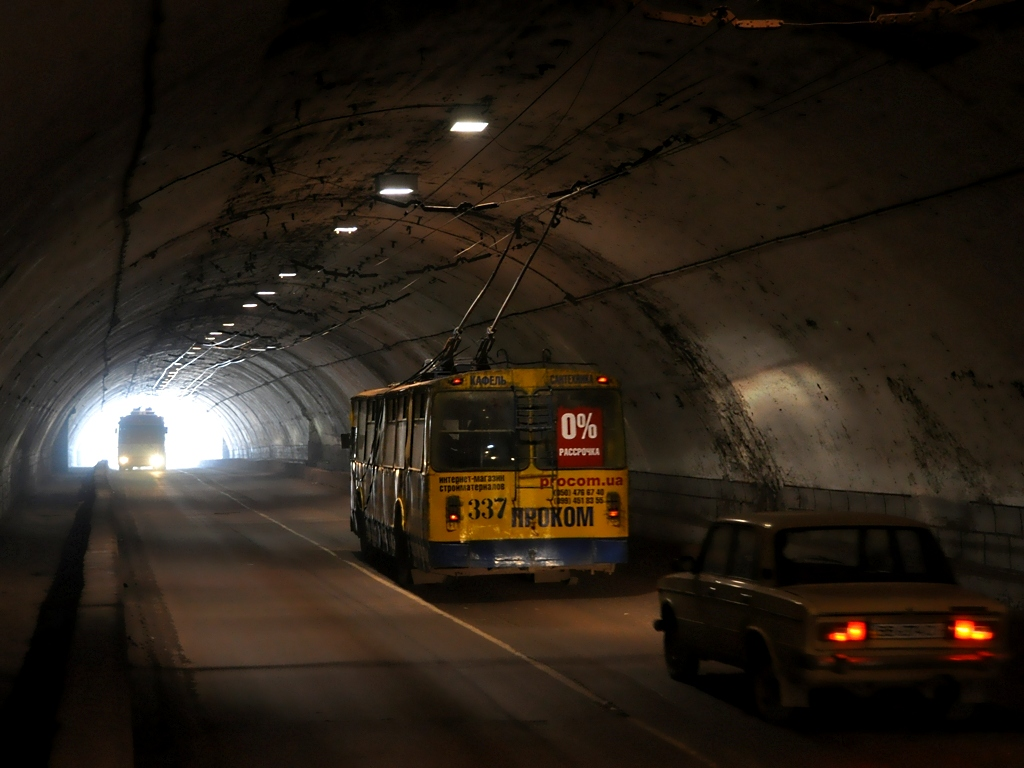
Алчевський тунель (березень 2014)

З 1961 року станція мала назву — Комунарськ.
У травні 2023 року, в ході дерусифікації інфраструктури «Укрзалізниці», Луганська ОВА запропонувала долучитися до обрання назв 9 станцій, що на Луганщині, в тому числі і станції Комунарськ, яку передбачалося  перейменувати на однойменну назву з містом.
25 березня 2024 року на сайті Міністерства розвитку громад, територій та інфраструктури України було оприлюднено проєкт постанови Кабінету Міністрів «Про перейменування деяких географічних об'єктів». Відповідні дії вчинені задля виконання положень Закону України «Про засудження та заборону пропаганди російської імперської політики в Україні і деколонізацію топонімії». Серед них було запропоновано перейменувати станцію Комунарськ в Алчевськ.
17 січня 2025 року постановою Кабінету Міністрів України станцію Комунарськ перейменовано в Алчевськ

## Пасажирське сполучення
Біля вокзалу розташована зупинка маршрутних таксі. До 2022 року також існувала кінцева зупинка трьох тролейбусних маршрутів № 3, 8 та 10 (наразі тролейбусна система в місті припинила існування з 16 липня 2022 року).
Через російсько-українську війну транспортне сполучення припинене, водночас керівництво невизнаних ДНР та ЛНР заявляло про запуск поїзда сполученням Луганськ — Ясинувата.
Наразі через станцію курсують приміські поїзди сполученням Луганськ — Дебальцеве, Луганськ — Макіївка та Дебальцеве — Родакове.